# Rădești, Arad
Rădești este un sat în comuna Almaș din județul Arad, Crișana, România.